# Strumento a percussione

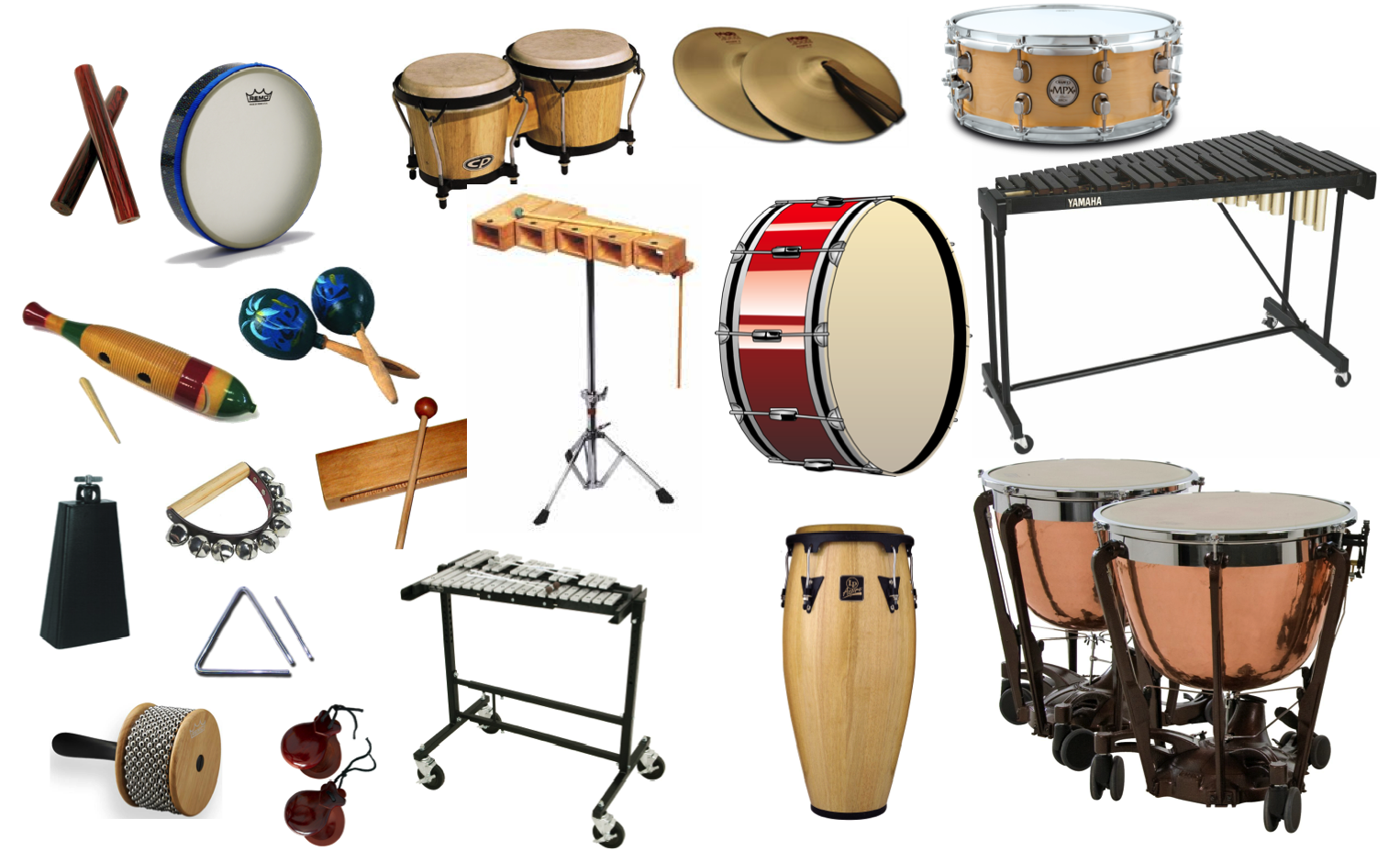
Alcuni strumenti a percussione.

Gli strumenti a percussione (comunemente definiti percussioni) sono strumenti musicali il cui suono scaturisce dal battimento, dallo sfregamento o dall'agitazione, con o senza l'ausilio di bacchette od oggetti similari da parte dell'esecutore.

## Storia
L'uso di strumenti a percussione accompagna l'uomo sin dalla preistoria. La famiglia degli strumenti a percussione è ritenuta infatti la famiglia più antica tra gli strumenti musicali, posta appena dopo la voce umana.
Nella storia della musica classica le percussioni hanno avuto un ruolo determinante: basta pensare al larghissimo utilizzo dei timpani nella musica barocca e successivamente nel periodo classico; o alla scoperta delle nuove sonorità nella musica del novecento, vero e proprio secolo di sviluppo di questi strumenti (complice il loro costante utilizzo nella musica contemporanea). 
Un particolare set di strumenti a percussione, la batteria, ha avuto uno sviluppo proprio nella cultura jazz e popular; oggi però si tende a distinguere le figure del batterista e del percussionista. Il primo è il musicista che si occupa esclusivamente della batteria (dove gli strumenti principali sono piatti e tamburi e le altre percussioni sono di norma accessorie), mentre il secondo termine indica il musicista che si occupa in vari ambiti (es. classico, folk, latin ecc.) di suonare le percussioni singolarmente (es. timpani, xilofono, rullante, marimba, vibrafono) o in varie combinazioni o set (diversi dalla batteria, ad esempio un set latin composto da congas, timbales, bongos ecc.).

## Classificazione
La principale classificazione degli strumenti a percussione li divide in due insiemi; quelli a suono determinato, in grado di emettere note di altezza definita (ad esempio il vibrafono o i timpani), e quelli a suono indeterminato, che producono suoni definibili come "acuti" o "gravi", ma di altezza non misurabile con precisione (ad esempio il rullante o la grancassa). 
Per regolare l'intonazione degli strumenti dotati di membrane si ricorreva un tempo ad aumenti di temperatura o altre modifiche ambientali; oggi questi strumenti sono dotati di sistemi per modificare la tensione delle membrane stesse.
Gli strumenti a percussione seguono inoltre una classificazione secondo categorie di appartenenza, o per tipologia:
- I membranofoni (es. i tamburi, i timpani) emettono il suono per mezzo della vibrazione di una membrana tesa.
- Gli idiofoni (es. il triangolo, lo xilofono, i piatti) emettono il suono per vibrazione del corpo dello strumento.

## Percussioni improprie
Le percussioni sono principalmente strumenti idiofoni e membranofoni, ma non solo. La sezione di percussioni di un'orchestra infatti contiene più comunemente strumenti a percussione classici (come timpani, rullante, grancassa, piatti) tuttavia la sezione può anche contenere strumenti non strettamente percussivi definiti comunemente aggeggi (come fischietti, sirene, macchine del vento ecc.). 
Il movimento artistico del Futurismo fece largo uso di strumenti musicali impropri nell'ambito di performance detti intonarumori.
Nella musica contemporanea questa soluzione è praticata con una certa frequenza. Ecco alcuni musicisti di riferimento per le percussioni improprie:
- John Cage usò di tutto, dall'acqua alle caffettiere;
- Tony Esposito è il più noto autore italiano di musica col pentolame;
- I Pink Floyd hanno usato i rumori per aggiungere effetti ad alcuni dei loro brani;
- Gli Art of Noise hanno usato i rumori come strumento in sé per alcuni dei loro brani.[2]

## Suoni di alcuni strumenti a percussione
|                                            | |         |       |  |
| immagine                                   | Descrizione | Suono   |       |  |
| Agogo                                      | Agogô. Strumento per samba. |         |       |  |
| Rainstick                                  | Bastone della pioggia. |         |       |  |
| 177-bodhran-playing-hinnerk-ruemenapf-0067 | Bodhrán improvvisazione, suono semplice. |         |       |  |
| Bongo                                      | Bongo. Di origine africana. |         |       |  |
| Campanaccio                                | Campanaccio o Cowbell. |         |       |  |
| Campane tubolari                           | Campane tubolari. |         |       |  |
| Caxixi, bacchetta e cesto                  | Caxixi, cestino di vimini contenente conchiglie o semi. Usato in Brasile, ma ha origini africane. Il suono riproduce due caxixi, di diversa grandezza, suonati contemporaneamente. |         |       |  |
| Chendaa                                    | Chendaa. |         |       |  |
| Conga's                                    | Conga. Musica afro-cubana. |         | [ 3 ] |  |
| Djembe                                     | Djembe. Suono semplice di un djembe a medio pitch. |         |       |  |
| Güiro                                      | Güiro. |         |       |  |
| Kalimba, legno                             | Kalimba. | Kalimba |       |  |
| Claves pattern                             | Legnetti a percussione reciproca. |         |       |  |
| Hi-hats                                    | Piatti orchestrali. |         |       |  |
| Shekere 001                                | Shekere. |         |       |  |
| Pandeiro                                   | Tamburello half moon. |         |       |  |
| TomTom                                     | Tom-tom. |         |       |  |
| Triangolo e bacchetta                      | Triangolo latino. |         |       |  |